# Ceciliano di Cartagine
Ceciliano (in latino Caecilianus; ... – 341) è stato un vescovo romano.

## Biografia
Ceciliano era un diacono di Cartagine che nel 311 fu eletto vescovo della stessa città succedendo a Mensurio, nei cui confronti già si erano manifestate tensioni all’interno delle chiese d’Africa. L'elezione episcopale di Ceciliano fu contestata e fu alle origini dello scisma donatista.

### La questione dei lapsi traditores
La questione della riammissione dei lapsi, venuti meno alla fede in Cristo durante la persecuzione deciana, si ripropose nella Chiesa africana agli inizi del IV secolo con i lapsi traditores (coloro che avevano consegnato i libri sacri alle autorità civili romane nella persecuzione di Diocleziano), creando un problema ecclesiale che si dilatò per un intero secolo (311-411)
Motivo della controversia era la sua consacrazione episcopale avvenuta per l'imposizione delle mani del vescovo Felice di Aptungi, sospettato di essere traditor. Sospetto questo aumentato dal fatto che la consacrazione avvenne senza attendere l'arrivo del primate della Numidia, Secondo di Tigisi cui, per anzianità, spettava tale ministero. Questo però fu un pretesto. Secondo la ricostruzione che due generazioni dopo ne offre il vescovo cecilianista Ottato, tra questi accusatori si sarebbero trovati due aspiranti alla cattedra episcopale, Botro e Celestio almeno una parte degli anziani della chiesa cartaginese e una ricca matrona, Lucilla, cui Ottato attribuisce grande influenza sulla comunità. Lucilla, donna di qualità e potente, si irritò per alcuni rimproveri che le aveva rivolto il vescovo cartaginese e ne chiese la deposizione.

### La deposizione e la riabilitazione
Sessantasei vescovi della Numidia si riunirono, lo deposero, e diedero la sede a Maiorino. Condannarono Ceciliano senza ascoltarlo, accusandolo di essere stato ordinato dai traditores. Ma Ceciliano, fu riconosciuto vescovo legittimo dai concili di Roma (312 o 313) e di Arles (314). Tuttavia Costantino trattenne in Italia i due contendenti, Donato e Ceciliano (quest'ultimo a Brescia); i legati imperiali inviati a Cartagine per procurare l'elezione di un nuovo vescovo riconobbero però Ceciliano, che poté ritornare in sede (316) e partecipare poi al concilio di Nicea (325).